# Ньюкасл (Вайоминг)
Ньюка́сл (англ. Newcastle) — город, расположенный в округе Уэстон (штат Вайоминг, США) с населением в 3065 человек по статистическим данным переписи 2000 года. Является административным центром округа Уэстон.

## Демография
По данным переписи населения 2000 года, в Ньюкасле проживало 3065 человек, 844 семьи, насчитывалось 1253 домашних хозяйств и 1458 жилых домов. Средняя плотность населения составляла около 480 человек на один квадратный километр. Расовый состав Ньюкасла по данным переписи распределился следующим образом: 95,79 % — белых, 1,44 % — коренных американцев, 0,29 % — азиатов, 1,34 % — представителей смешанных рас. Испаноговорящие составили 1,66 % от всех жителей города.
Из 1253 домашних хозяйств в 30,4 % — воспитывали детей в возрасте до 18 лет, 54,0 % представляли собой совместно проживающие супружеские пары, в 10,1 % семей женщины проживали без мужей, 32,6 % не имели семей. 28,4 % от общего числа семей на момент переписи жили самостоятельно, при этом 13,0 % составили одинокие пожилые люди в возрасте 65 лет и старше. Средний размер домашнего хозяйства составил 2,35 человек, а средний размер семьи — 2,88 человек.
Население города по возрастному диапазону по данным переписи 2000 года распределилось следующим образом: 24,3 % — жители младше 18 лет, 7,9 % — между 18 и 24 годами, 24,7 % — от 25 до 44 лет, 24,5 % — от 45 до 64 лет и 18,6 % — в возрасте 65 лет и старше. Средний возраст жителей составил 40 лет. На каждые 100 женщин в Ньюкасл приходилось 93,1 мужчин, при этом на каждые сто женщин 18 лет и старше приходилось 91,5 мужчин также старше 18 лет.
Средний доход на одно домашнее хозяйство в городе составил 29 873 доллара США, а средний доход на одну семью — 36 929 долларов. При этом мужчины имели средний доход в 31 222 доллара США в год против 16 628 долларов среднегодового дохода у женщин. Доход на душу населения в городе составил 15 378 долларов в год. 7,5 % от всего числа семей в округе и 11,4 % от всей численности населения находилось на момент переписи населения за чертой бедности, при этом 14,8 % из них были моложе 18 лет и 15,7 % — в возрасте 65 лет и старше.

## География и климат
По данным Бюро переписи населения США, город Ньюкасл имеет общую площадь в 6,47 квадратных километров, водных ресурсов в черте населённого пункта не имеется.
Ньюкасл расположен на высоте 1319 метров над уровнем моря. Климат континентальный, умеренно холодный с равномерным увлажнением (префикс «Df» по Классификации климатов Кёппена.
| Показатель                | Янв.  | Фев.  | Март | Апр. | Май  | Июнь | Июль | Авг. | Сен. | Окт. | Нояб. | Дек.  | Год   |
| ------------------------- | ----- | ----- | ---- | ---- | ---- | ---- | ---- | ---- | ---- | ---- | ----- | ----- | ----- |
| Средний максимум, °C      | −0,6  | 1,7   | 5    | 10   | 15,6 | 21,1 | 25,6 | 24,4 | 18,9 | 12,2 | 3,9   | 0,6   | 11,7  |
| Средняя температура, °C   | −8,3  | −6,7  | −2,2 | 2,2  | 7,8  | 12,8 | 16,1 | 15   | 9,4  | 3,9  | −3,3  | −7,2  | 3,3   |
| Средний минимум, °C       | −10,6 | −14,4 | −9,4 | −5   | 0    | 4,4  | 6,7  | 5,6  | 0    | −5   | −10,6 | −14,4 | −5    |
| Норма осадков, мм         | 12,4  | 16,5  | 25,4 | 55,6 | 90,2 | 84,1 | 69,3 | 58,4 | 40,6 | 42,2 | 20,8  | 14,5  | 530,1 |
| Источник: Weather Channel |       |       |      |      |      |      |      |      |      |      |       |       |       |